# Череп
Череп (на латински: cranium) се нарича костната структура на главата при гръбначните черепни животни. Той представлява съвкупност от предимно неподвижно и по-рядко ставно свързани кости помежду си. Повечето от костите на черепа са плоски (ossa plana). Той служи за предпазване на мозъка от наранявания, както и за прикрепване на мускулите, кожата и сетивните органи на лицето.
Терминът „череп“ се използва в няколко значения – в широк смисъл означава целия скелет на главата, а в по-тесен само тази част (череп, cranium), която огражда от всички страни черепната кухина, cavum cranii, в която е разположен главния мозък и неговите обвивки. Останалата част е лицето, facies. Границата между черепа и лицето се определя от линията, която минава през задния ръб на очницата.
Състои се от две основни части – черепна или мозъчна (neurocranium) и лицева (splanchnocranium).
Съотношението между черепа и лицето е в пряка зависимост от големината на главния мозък, степента на развитието на храносмилателния апарат (например зъби, дъвкателни мускули), възраст, видова и породна принадлежност при животните. При животните притежаващи рога същите оказват съществено влияние върху скелета на главата. При хората поради силното развитие на главния мозък, черепът зназначително превъзхожда лицевата част. При хората той е четири пъти по-голям от лицето. При маймуните това съотношение е 1:1, при коня 1:5, при рибите 1:6 в полза на лицевата част. По-голям е черепът при котката и някои породи кучета като мопс и булдог. При домашните бозайници поради по-слабото развитие на главния мозък и по-силното на зъбите черепът е развит предимно по-слабо, а лицето е удължено силно напред и лежи пред него.
Съотношението между двете части на скелета на главата показва и възрастови различия. При новородените животни черепът е по-добре развит от лицето. Това се дължи най-вече на бурното развитие на мозъка през ембрионалното развитие. На тази възраст зъбите и дъвкателната мускулатура са все още недобре развити. Тази форма на главата е една от предпоставките отключваща и майчиния инстинкт. С напредване на възрастта съотношението между двете части на костите на главата се променя.

Черепът и лицето от костните риби до човека са изградени от отделни кости, съединени помежду си предимно чрез хрущял или ретикулофиброзна костна тъкан. Костите на главата се съединяват помежду си подвижно и неподвижно. Повечето от тях са свързани неподвижно с помощта на черепни шевове (suturae capitis). Същите при възрастните вкостяват. По този начин те оформят здраво костно образувание наречено черепен покрив или горен череп (calvaria). Само две кости на главата са свързани подвижно с горния череп. Това са долната челюст, която се съединява ставно и подезичната кост свързваща се посредством хрущялно съединение. Изключение от това правило има при някои от влечугите, при които костите на главата се свързват посредством еластични връзки, позволяващи поглъщането на убитата плячка, която често надвишава размера на главата. При птиците горната и долната челюст са издължени и обвити от рогово образувание отвън, наречено клюн.

## Черепът при влечугите
В сравнение с черепа на земноводните, черепът на влечугите е по-вкостенен. В еволюционно отношение отначало черепът е притежавал плътно костно образувание, наречено панцер. Той е покривал главата от всички страни като единствените отвори са били за очите и ноздрите. Подобен тип череп днес с малки изменения се е запазил при костенурките, докато при останалите видове влечуги частично изчезва костната броня на черепните кости. Това се е наложило от факта, че самата броня ограничава растежа на челюстната мускулатура. Тази редукция на панцера е настъпвала на различни етапи от развитието на различните групи влечуги, определяйки разделението на класовете на подкласове.

## Черепът при птиците
Черепът при птиците показва прилика с този на влечугите и същевременно се различава от него и от черепа на бозайниците по редица белези. Летателните движения и голямата подвижност на шията при птиците са наложили развитието на един сравнително лек череп. Липсата на зъби още повече допринася за намаляване на масата му. Лекотата на черепа се постига и чрез пневматизация на някои черепни кости от въздушните торби. Отделните съставни кости срастват още при ембрионалното развитие и това обуславя голямата здравина на птичия череп. Черепът на птиците има конусообразна форма и границата между двете му части се обуславя от очните орбити. Всички птици притежават кинетичен череп, при който горната челюст е съединена с черепа посредством подвижна става и се движи нагоре-надолу. След излюпване, в тилната област при патица и гъска се наблюдават две фонтанели.

## Черепът при бозайниците
Черепът при бозайниците се състои от два дяла: лицев и мозъчен (черепна обвивка), като мозъчната част е по-голяма. Свързан е с първия прешлен на гръбнака чрез окципитални кондили, което му осигурява голяма подвижност. Повечето кости на черепа са сраснали и образуват една постоянна форма. Подвижни са само долната челюст, слуховите костици и хиодният комплекс. Това срастване не е пълно при младите животни, при които местата на свързване на костите са покрити с хрущял (фонтанела), което позволява на мозъка да расте. При възрастните фонтанелите изчезват.
Черепът е изграден от нечифтни кости (тилна, междутеменна, базисфеноидна, пресфеноидна и ситовидна) и чифтни (криловидна, слепоочна, теменна и челна).
При повечето бозайници, с изключение на приматите, прилепите и еднокопитните, долната челюст се състои от две отделни кости. Носната кухина е сравнително голяма, поради важността на обонянието. Носните отвори обикновено са силно изнесени напред, а устната и носната кухина са разделени от вторично небце. Темпоралната ямка и орбитите са свързани при повечето видове, с изключение на преживните, конете и маймуните. Много полета на лицето и черепа (особено при кон) не са покрити от дебел слой меки тъкани и са изложени на нараняване. Такива полета са гърба на носа, челото, част от слепоочната и голяма част от долната челюст. При възрастни говеда челните кости, особено при бивол, образуват 1/2 от целия покрив на черепа. Централното междурогово надебеление липсва при бивола.

## Черепът при човека
Човешкият череп се състои от два дяла – мозъчен (на латински: cranium cerebrale) и лицев (на латински: cranium viscerale).

### Мозъчен дял
Мозъчният дял е изграден от следните кости:
- Нечифтни (единични) кости
  - тилна кост – намира се отзад и образува задния свод на черепния покрив
  - решетъчна кост – намира се пред клиновидната кост, и участва в образуването на очната кухина и носната кухина
  - челна кост – намира се отпред и образува предния свод на черепния покрив
  - клиновидна кост – разположена е в средата на черепната основа
- Чифтни (двойни) кости
  - слепоочни кости – затварят черепната кухина отстрани
  - теменни кости – разположени са в средата на черепния покрив

Всички те ограждат черепно-мозъчната кухина. На тилната кост се намира един голям отвор, благодарение на който черепната кухина се свързва с гръбначно-мозъчния канал, и два израстъка за връзка с първия прешлен на гръбначния стълб. В слепоочната кост се намира вътрешното ухо.
Костите на мозъчния дял са свързани с шевове и изграждат черепната кухина, в която е разположен главният мозък. Костите на лицевия дял образуват скелета на лицето.

#### Лицев дял
Лицевият дял е изграден от следните кости:
- Нечифтни (единични) кости
  - ралник
  - долна челюст
  - подезична кост
- Чифтни (двойни) кости
  - горночелюстни кости – намират се в центъра на лицевия череп
  - долна носна мида
  - небцова
  - ябълчни кости – разположени встрани от горночелюстните кости
  - носни кости – изграждат гърба на носа
  - слъзна

Всички те са свързани чрез шевове с изключение на долночелюстната кост и подезичната кост.